# Platysenta mersa
Platysenta mersa är en fjärilsart som beskrevs av Morrison 1875. Platysenta mersa ingår i släktet Platysenta och familjen nattflyn. Inga underarter finns listade i Catalogue of Life.